# The Shay
The Shay is een stadion in Halifax, Engeland. De thuiswedstrijden van voetbalclub FC Halifax Town worden er afgewerkt, maar ook rugbyclub Halifax Panthers heeft dit stadion als thuisbasis. The Shay heeft plaats voor 14.061 toeschouwers, waarvan er 5.830 kunnen zitten. De gemeente Calderdale is sinds de jaren '80 eigenaar van het stadion.